# LW6 (Paralympics)
LW6 ist eine Startklasse für Sportler im paralympischen Wintersport für Sportler im Ski Nordisch und im Biathlon. Die Zugehörigkeit von Sportlern zur Startklasse ist wie folgt skizziert:
„Skisportler der Klasse LW6 haben Behinderungen in einer oberen Extremität. Eines der folgenden Minimumkriterien muss erfüllt sein:
- Verlust einer oberen Extremität auf Höhe oder oberhalb des Ellbogens - oder
- Kraftverlust mit Maximum Score von 2 der Muskelgruppen Handgelenk und Ellbogenregion - oder
- Verlust der oberen Extremitäten mit einer Länge unterhalb des Humerus der nicht betroffenen Gegenseite.

Es gilt:
- der Athlet / die Athletin benutzt zwei Ski und einen Stock - und
- Gebrauch von Prothesen ist nicht gestattet - und
- der von Beeinträchtigungen betroffene Arm muss am Körper fixiert sein.“

Die Klasseneinteilung kennzeichnet den wettbewerbsrelevanten Grad der funktionellen Behinderung eines Sportlers. Sportler in den Klassen LW1-LW9 starten stehend.